# Prosopocera decemmaculata
Prosopocera decemmaculata är en skalbaggsart som beskrevs av Stefan von Breuning 1938. Prosopocera decemmaculata ingår i släktet Prosopocera och familjen långhorningar. Inga underarter finns listade i Catalogue of Life.